# Brett Gardner

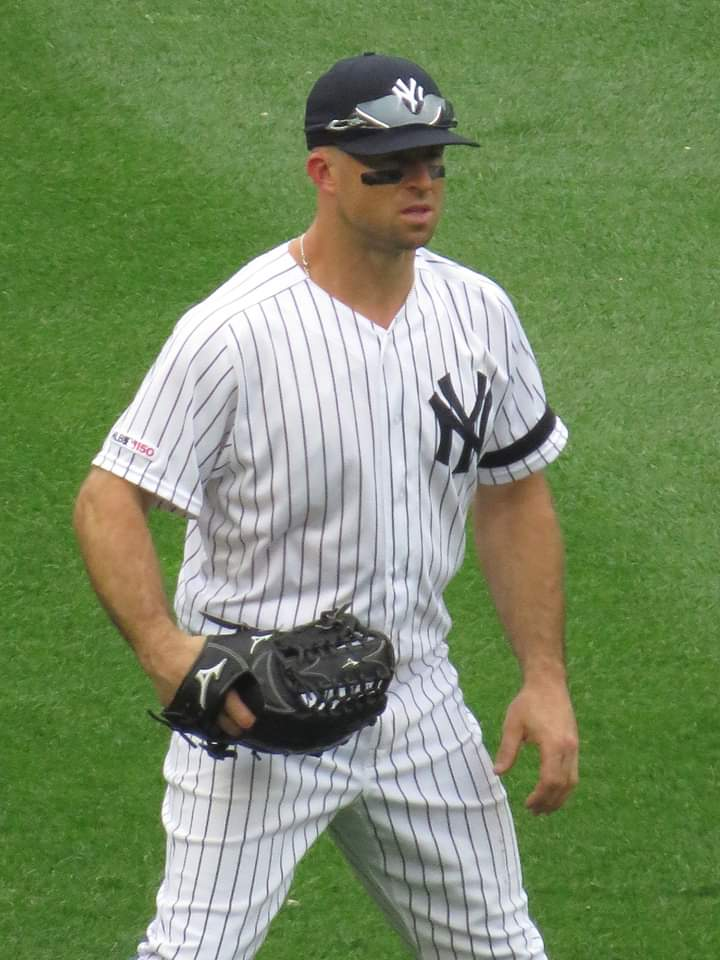
Brett Gardner i New York Yankees dräkt 2019.

Brett Michael Gardner, född den 24 augusti 1983 i Holly Hill i South Carolina, är en amerikansk professionell basebollspelare som spelar för New York Yankees i Major League Baseball (MLB). Gardner är outfielder, främst leftfielder.
Gardner har tagits ut till MLB:s all star-match en gång och har vunnit en Gold Glove Award. Han var med och vann World Series med Yankees 2009.

## Karriär

### College
Gardner erbjöds inget stipendium efter high school, men fick spela för College of Charleston efter att ha gjort bra ifrån sig på en provspelning. Under sin tredje säsong hade han ett bra slaggenomsnitt på 0,397, men blev ändå inte draftad. Under den fjärde och sista säsongen var hans slaggenomsnitt hela 0,447.

### Major League Baseball

#### New York Yankees

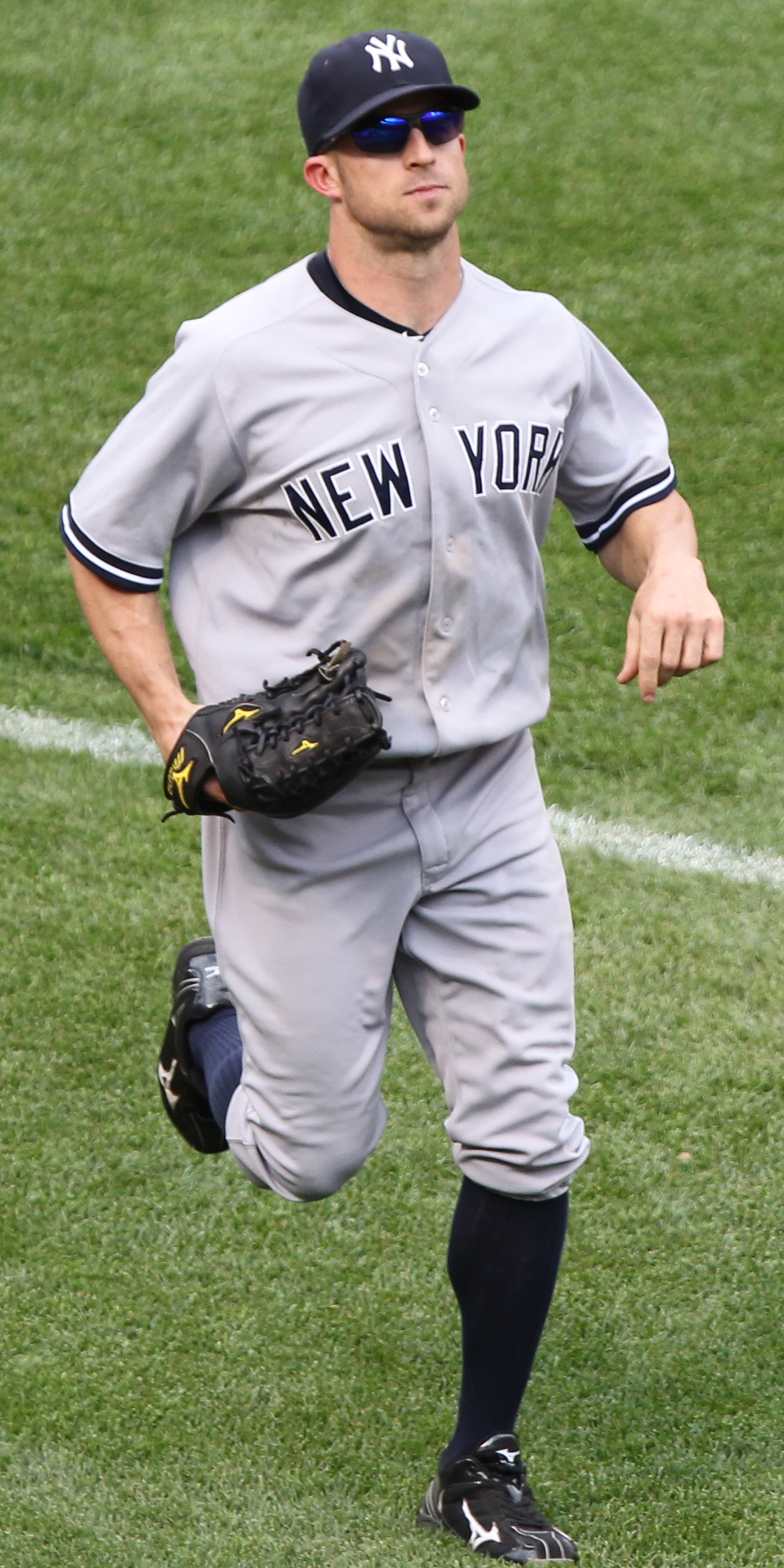
Gardner under 2011 års säsong.

Gardner draftades av New York Yankees 2005 som 109:e spelare totalt och fick en bonus på 210 000 dollar när han några dagar senare skrev på för klubben. Redan samma år gjorde han proffsdebut i Yankees farmarklubbssystem. Efter tre år i farmarligorna debuterade han i MLB för Yankees den 30 juni 2008.
Redan under Gardners andra säsong för Yankees var han med och vann World Series över Philadelphia Phillies med 4–2 i matcher. Det var dock först under nästföljande säsong som han blev helt ordinarie i klubben. 2011 hade han delat flest stulna baser (49) i American League och två år senare flest triples (tio). Med början 2014 började han slå fler homeruns än han gjort tidigare och den säsongen hade han också delat flest sacrifice bunts (13) i MLB.
Gardner togs ut till sin första all star-match i juli 2015, men först efter att Alex Gordon blivit skadad. Resten av den säsongen spelade han dock mycket sämre och när han misslyckades med att komma ut på bas i Yankees första och enda slutspelsmatch blev han buad av hemmapubliken på Yankee Stadium. Året efter vann han en Gold Glove Award för sitt defensiva spel och det var första gången på 16 år som en outfielder i Yankees vann en Gold Glove Award.
Gardner satte under 2017 års säsong nytt personligt rekord med 21 homeruns, ett rekord han förbättrade två år senare när han slog 28 homeruns. Den senare säsongen satte han också nytt personligt rekord med 74 RBI:s (inslagna poäng). Efter den säsongen blev han free agent för första gången, men skrev på för Yankees igen i form av ett ettårskontrakt värt tio miljoner dollar som inkluderade en möjlighet för klubben att förlänga det ett år till för ytterligare tio miljoner dollar. Efter 2020 års säsong, som förkortades kraftigt på grund av coronaviruspandemin, valde Yankees att inte förlänga Gardners kontrakt och han blev därför free agent igen. Återigen skrev han dock på för Yankees, denna gång ett ettårskontrakt värt fyra miljoner dollar med möjlighet till förlängning ett år till.